# الان مورجان
الان مورجان (بالإنجليزية: Alan Morgan)‏ (2 نوفمبر 1973 بآبريستويث في المملكة المتحدة - ) هو مدرب كرة قدم ولاعب كرة قدم بريطاني في مركز الوسط. لعب مع نادي آبريستويث تاون ونادي بانغور سيتي ونادي ترانمير روفرز لكرة القدم ونادي دونكاستر روفرز ونادي ريل ونادي كوناهس كواي وCefn Druids A.F.C. ‏ ونادي ألترينتشام ونادي بورثمادوغ ونادي موركامب.

## وصلات خارجية
- الان مورجان على موقع قاعدة بيانات كرة القدم.إي يو (الإنجليزية)
- الان مورجان على موقع Soccerbase.com (لاعب) (الإنجليزية)